# مرض لمفاوي
الأمراض اللمفاوية  أو أمراض الجهاز اللمفاوي هي نوع من الاضطرابات التي تؤثر بشكل مباشر على مكونات الجهاز اللمفاوي. ومن الأمثلة على الأمراض اللمفاوية داء كاسلمان ومرض الوذمة اللمفية وأمراض أخرى.

## الأنواع
الأمراض و الاضطرابات
لمفومة هودجكين أو مرض هودجكين
تعتبر لمفومة هودجكين أحد أنواع سرطان الجهاز اللمفاوي. يمكن أن يبدأ في أي مكان في الجسم تقريبًا. ويُعتقد أنه ناجم عن فيروس نقص المناعة البشرية أو عدوى و متلازمة إبشتاين بار أو العمر أو تاريخ العائلة المرضي. وتشمل الأعراض زيادة الوزن والحمى وتضخم الغدد الليمفاوية والتعرق الليلي وحكة الجلد والإرهاق وألم الصدر والسعال أو صعوبة البلع.
لمفومة غير هودجكينية
لمفومة لاهودجكينية عبارة عن مجموعة من سرطانات الدم التي تتضمن أي نوع من الأورام اللمفاوية عدا لمفومة هودجكين مثل سرطان الغدد الليمفاوية يعتبر عادة سرطان خبيث. ناجم عن إنتاج الجسم للكثير من خلايا الدم البيضاء غير الطبيعية. ويختلف عن مرض هودجكين. تشمل الأعراض عادةً تضخم العقد الليمفاوية أو العقد في الرقبة والضعف والحمى وفقدان الوزن و فقر الدم.
التهاب العقد اللمفاوية
التهاب  العقد اللمفاوية. هو عدوى تصيب الغدد الليمفاوية وعادة ما تسببها الفيروسات أو البكتيريا أو الفطريات. تشمل الأعراض غالباً احمرارًا أو تورمًا حول العقدة الليمفاوية.
التهاب الأوعية اللمفاوية
التهاب  الأوعية اللمفاوية. هو التهاب في الأوعية اللمفاوية. تشمل الأعراض عادة التورم والاحمرار والدفء والألم أو ظهور خطوط حمراء حول المنطقة المصابة.
الوذمة اللمفية
الوذمة اللمفاوية هي تجمع مزمن للسائل الليمفاوي في الأنسجة. يبدأ عادة في القدمين أو أسفل الساقين. يعتبر أيضًا أحد الآثار الجانبية لبعض العمليات الجراحية.
كثرة اللمفاويات
كثرة اللمفاويات هو ارتفاع عدد الخلايا اللمفاوية. يمكن أن يكون سببه عدوى أو سرطان الدم أو سرطان الغدد الليمفاوية أو اضطرابات المناعة الذاتية المصحوبة بتورم مزمن.